# Paul Grice
Herbert Paul Grice (13. března 1913, Birmingham, Velká Británie – 28. srpna 1988, Berkeley, USA) byl britský filozof, který se věnoval zejména filozofii jazyka, sémantice a pragmatice. Nejvíce proslul konceptem tzv. Griceových (či komunikačních) maxim, tedy pragmatických pravidel, která je třeba dodržovat, aby se komunikace nezhroutila. Známá je též jeho teorie významu či teorie implikátu.

## Griceovy maximy
- Maxima kvality - aktér komunikace by neměl poukazovat na věci ani příliš evidentní, ani příliš sporné
- Maxima kvantity - aktér komunikace by neměl poskytovat ani příliš málo, ani příliš mnoho informací
- Maxima relevance - aktér komunikace by se neměl vzdalovat od předmětu komunikace
- Maxima způsobu - aktér komunikace by měl volit přiměřený způsob komunikace, nepoužívat neobvyklé způsoby, jak vyjádřit nějaký dojem či popsat událost, způsoby dvojznačné, neměl by být extrémně nepřesný.

Porušování Griceových maxim nicméně může vyvolávat poetický efekt, často je předmětem uměleckého ztvárnění nebo humoru (například Haškův Josef Švejk či Hrabalův strýc Pepin porušují maximu kvantity i relevance, řada literární děl porušuje programově maximu způsobu atp.)